# Guidimakha
Guidimakha (även: Guidimaka, arabiska: ولاية كيدي ماغة) är en region (wilaya) i södra Mauretanien. Huvudort är Sélibabi. Den gränsar till Mali i sydost och till Senegal i sydväst. Regionen hade 363 075 invånare vid folkräkningen år 2023.
Guidimaka är indelat i fyra departement (moughataa).
| Departement (moughataa) | Folkmängd (2023) | Kommuner |
| ----------------------- | ---------------- | --- |
| Ould Yengé              | 92 582           | - Ould Yengé (10 491 invånare) - Boully (20 484 invånare) - Tektaka (12 643 invånare) - Dafort (21 190 invånare) - Bouanz (11 457 invånare) - Lehraj (10 324 invånare) - Leaweinat (5 993 invånare) |
| Sélibaby                | 99 118           | - Sélibaby (44 966 invånare) - Hassi Chegar (24 667 invånare) - Tachott (19 073 invånare) - Ouloumbony (10 412 invånare)                                                                            |
| Ghabou                  | 113 669          | - Ghabou (12 912 invånare) - Chleikha (16 852 invånare) - Diogountourou (24 833 invånare) - Baidiam (12 693 invånare) - Gouraye (35 021 invånare) - Soufi (11 358 invånare)                         |
| Wompou                  | 57 706           | - Wompou (8 611 invånare) - Agoueinit (9 319 invånare) - Ajar (9 458 invånare) - Sagné Dieri (8 174 invånare) - Arr (22 144 invånare)                                                               |